# AP-6 (Spanje)
De autopista AP-6 of Autopista del Noroeste is een snelweg in Spanje, die begint in de buurt van Collado Villalba en eindigt in de buurt van Adanero. Deze tolweg heeft een lengte van 66 km. De weg sluit aan op de A-6.